# 陈文山 (越南)
陈文山（1961年12月1日—），男性，南定省海后县人，越南政治人物。现任第十三届越共中央委員、越南政府办公厅主任。

## 生平
陈文山早年在越南建设部任职，并累官至该部副部长。2014年3月，陈文山外放奠边省，担任越南共产党奠边省委员会副书记，2015年10月，升任越共奠边省委书记，并于翌年1月当选为第十二届越共中央委员。
2020年10月，陈文山离开奠边省，回到河内，担任越南政府办公厅副主任，2021年1月，他在越共十三大上当选为越共中央委员，并于当年4月8日获越南国会任命为越南政府办公厅主任。